# 난펀구

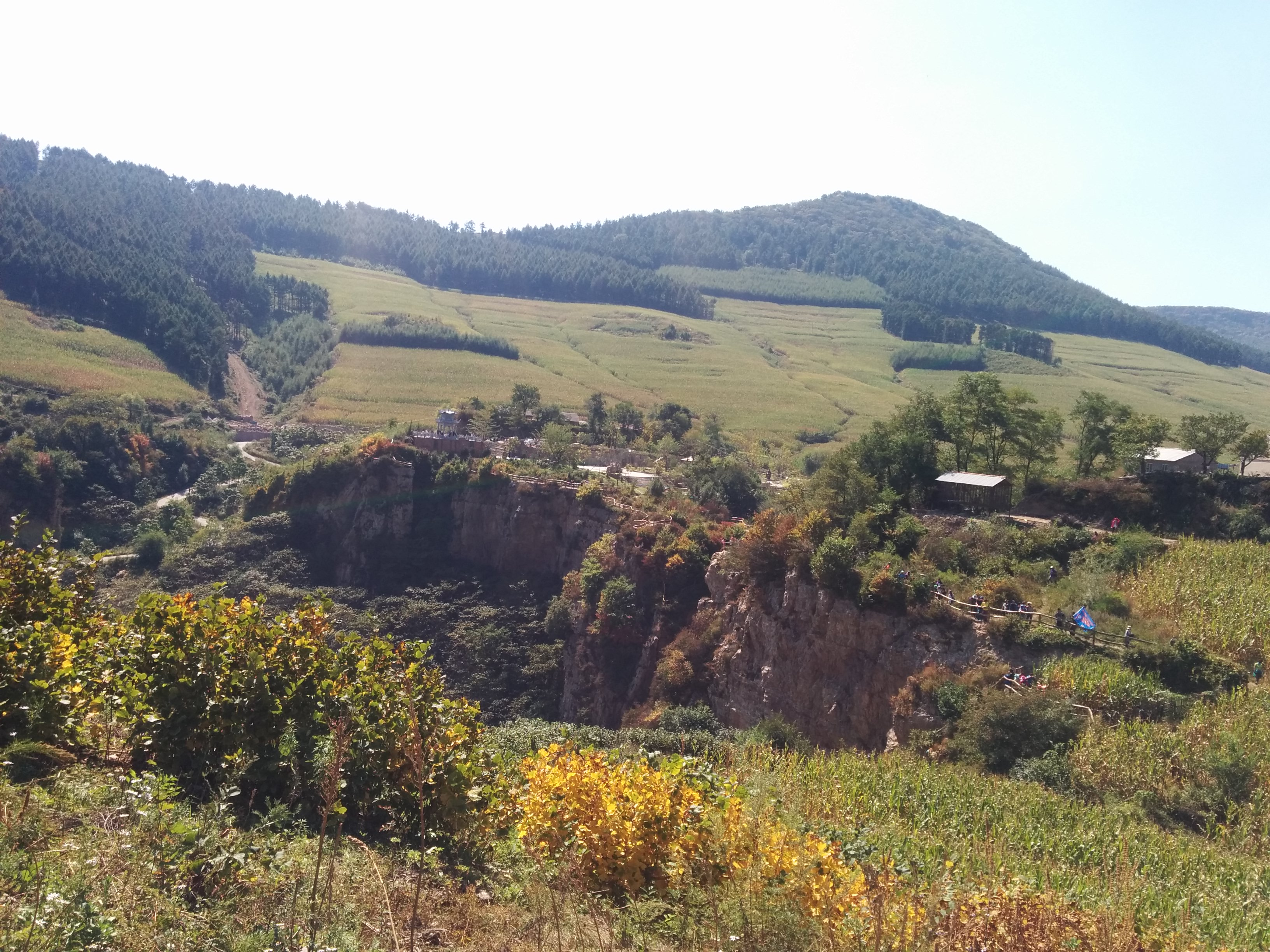

난펀구(한국어: 남분구, 중국어: 南芬区, 병음: Nánfēn Qū)는 중화인민공화국 랴오닝성 번시 시의 행정구역이다. 넓이는 619km2이고, 인구는 2007년 기준으로 80,000명이다.

## 행정 구역
3개 가도, 1개 진, 1개 민족향을 관할한다.
- 가도: 南芬街道, 铁山街道, 郭家街道.
- 진: 下马塘镇.
- 향: 思山岭满族乡.